# Port lotniczy Stepanawan
Port lotniczy Stepanawan (ICAO: UDLS) - międzynarodowy port lotniczy położony 6 km na północny zachód od centrum Stepanawanu. Jest trzecim co do wielkości portem lotniczym w Armenii.